# بول براون
بول يوجين براون (Paul Eugene Brown) (المولود في 7 من سبتمبر 1908م - 5 من أغسطس 1991م) مدرب كرة قدم أمريكي في اتحاد بطولات كرة القدم الأمريكية والدوري الوطني لكرة القدم. براون هو أول مدرب لفريق كليفلاند براونز (Cleveland Browns)، وهو فريق يحمل اسمه، ولعب مؤخرًا دورًا في تأسيس فريق سينسيناتي بنغلس (Cincinnati Bengals). وقد ربحت فرقه سبع بطولات للدوري في رحلة مهنية احترافية غطت 25 موسمًا.
وقد بدأ براون رحلته المهنية كمدرب في مدرسة سيفيرن (Severn School) في 1931 قبل أن يصبح مدرب الفريق بمدرسة ماسيلون واشنطون (Massillon Washington High School) في ماسيلون، أوهايو، حيث ترعرع. وقد خسرت فريق المدرسة الثانوية 10 مباريات فقط في 11 موسمًا. تم تعيينه بعد ذلك في جامعة ولاية أوهايو حيث قام بتدريب فريق المدرسة في أول بطولة وطنية لها في 1942م بعد الحرب العلمية الثانية، أصبح براون مدربًا لفريق براونز، الذي فاز بأربع بطولات في اتحاد البطولات الأمريكية لكرة القدم قبل انضمامه للدوري الوطني لكرة القدم في 1950م. قاد براون فرق براونز لثلاث بطولات للدوري الوطني لكرة القدم - في 1950م، 1945، و1955 - ولكن تم تسريحه في يناير 1963 وسط صراع على السلطة مع مالك الفريق آرت موديل (Art Modell). وفي عام 1968، شارك براون في تأسيس فريق بنغلس وكان أول مدرب للفريق. كما تقاعد براون عن التدريب في عام 1975 ولكن ظل رئيسا لفريق بنغلس حتى وفاته عام 1991. وقام فريق بنغلس بتسمية ملعبهم بول براون تكريمًا له. وقد تم ضم براون لقاعة المشاهير الداعمة لكرة القدم في عام 1967.
ويُنسب إلى براون العديد من الإبداعات في كرة القدم الأمريكية. وكان أول مدرب يستخدم فلم المباراة لاستكشاف ومعرفة قدرات الخصم، وقام أيضًا بتعيين فريق كامل من المساعدين، وإجراء اختبارات للاعبين في معرفة قواعد اللعبة. ابتكر براون قناع الوجه الحديث، وفرقة التاكسي ورسم اللعب. كما لعب أيضًا دورًا في كسر حواجز مجال كرة القدم الخاصة المتعلقة وحواجز اللون، عن طريق إشراك بعض أوائل الأمريكيين من أصل إفريقي في لعبة كرة القدم للمحترفين في العصر الحديث للعب في فريقه. وبالرغم من كل هذه الإنجازات، لم يكن براون من الرياضيين المحبوبين بشكل عالمي. كان براون من الشخصيات الحازمة والمتحكمة، الأمر الذي غالبًا ما كان يتسبب في بعض المشاكل مع اللاعبين الذين أرادوا إبداء آرائهم حول طريقة اللعب. وأدت هذه الخلافات مع فشل براون في استشارة مودل في بعض القرارات الشخصية المهمة إلى تسريحه من تدريب فريق براونز في عام 1963.

### قائمة المصادر
- Cantor، George (2008). Paul Brown: The Man Who Invented Modern Football. Chicago: Triumph Books. ISBN:978-1-57243-725-8.{{استشهاد بكتاب}}:  صيانة الاستشهاد: ref duplicates default (link)
- Coughlin، Dan (2011). Pass the Nuts: More Stories About the Most Unusual People and Remarkable Events from My Four Decades As a Sports Journalist. ISBN:978-1-59851-073-7.{{استشهاد بكتاب}}:  صيانة الاستشهاد: ref duplicates default (link)
- Heaton، Chuck (2007). Browns Scrapbook: A Fond Look Back at Five Decades of Football, from a Legendary Cleveland Sportswriter. Cleveland: Gray & Company. ISBN:978-1-59851-043-0.{{استشهاد بكتاب}}:  صيانة الاستشهاد: ref duplicates default (link)
- Keim، John (1999). Legends by the Lake: The Cleveland Browns at Municipal Stadium. Akron, OH: University of Akron Press. ISBN:978-1-884836-47-3.{{استشهاد بكتاب}}:  صيانة الاستشهاد: ref duplicates default (link)
- Lebovitz، Hal (2006). The Best of Hal Lebovitz: Great Sportswriting from Six Decades in Cleveland. Cleveland: Gray & Company. ISBN:978-1-59851-023-2.{{استشهاد بكتاب}}:  صيانة الاستشهاد: ref duplicates default (link)
- Levy، William (1965). Return to Glory: The Story of the Cleveland Browns. Cleveland: The World Publishing Co. ISBN:978-0-97604-472-7.{{استشهاد بكتاب}}:  صيانة الاستشهاد: ref duplicates default (link)
- MacCambridge، Michael (2005). America's Game. New York: Anchor. ISBN:978-0-375-72506-7.{{استشهاد بكتاب}}:  صيانة الاستشهاد: ref duplicates default (link)
- Park، Jack (2003). The Official Ohio State Football Encyclopedia. Champaign, IL: Sports Publishing LLC. ISBN:978-1-58261-695-7.{{استشهاد بكتاب}}:  صيانة الاستشهاد: ref duplicates default (link)
- Peterson، Robert W. (1997). Pigskin: The Early Years of Pro Football. New York: Oxford University Press. ISBN:978-0-19-511913-8.{{استشهاد بكتاب}}:  صيانة الاستشهاد: ref duplicates default (link)
- Piascik، Andy (2007). The Best Show in Football: The 1946–1955 Cleveland Browns. Lanham, MD: Taylor Trade Publishing. ISBN:978-1-58979-571-6.{{استشهاد بكتاب}}:  صيانة الاستشهاد: ref duplicates default (link)
- Pluto، Terry (1997). Browns Town 1964: Cleveland Browns and the 1964 Championship. Cleveland: Gray & Company. ISBN:978-1-886228-72-6.{{استشهاد بكتاب}}:  صيانة الاستشهاد: ref duplicates default (link)
- Vare، Robert (1973). Buckeye: A Study of Coach Woody Hayes and the Ohio State Football Machine. New York: Popular Library. ASIN:B00394GOEK.{{استشهاد بكتاب}}:  صيانة الاستشهاد: ref duplicates default (link)

## وصلات خارجية
- NFL Network: Paul Brown Feature - (فيديو)